# Zoot Case
Zoot Case è un CD live di Zoot Sims e Al Cohn, pubblicato dalla Gazell Records (anche dalla Sonet Records, SNTCD 1044) nel 1991. Il disco fu registrato dal vivo l'8 giugno 1982 al Mosebacke di Stoccolma, Svezia.

## Tracce
1. Exactly Like You – 1:34 (Dorothy Fields, Jimmy McHugh)
2. Zootcase – 8:25 (Zoot Sims)
3. Do Nothin' Till You Hear from Me – 13:18 (Duke Ellington, Bob Russell)
4. Girl from Ipanema – 9:19 (Norman Gimbel, Antonio Carlos Jobim, Vinicius De Moraes)
5. Emily – 10:35 (Johnny Mandel, Johnny Mercer)
6. Exactly Like You – 7:56 (Dorothy Fields, Jimmy McHugh)
7. After You've Gone – 6:20 (Henry Creamer, Turner Layton)

## Musicisti
- Zoot Sims - sassofono tenore
- Al Cohn - sassofono tenore
- Claes Crona - pianoforte
- Palle Danielsson - contrabbasso
- Petur Island Ostlund - batteria[3]